# Errina aspera
Errina aspera — вид гідроїдних кнідарій родини Stylasteridae ряду Антомедузи (Anthomedusae). 

## Поширення
Вид, поширений на півночі Атлантичного океану та у Середземному морі на глибині 95-600 м.

## Охорона
Errina aspera охороняється в Європі і занесений до Додатку ІІ Бернської конвенції (охоронна категорія: вид підлягає особливій охороні).